# Karl Kreil
Karl Kreil (4. listopadu 1798 Ried im Innkreis – 21. prosince 1862 Vídeň) byl rakouský astronom a meteorolog. V roce 1905 byl po něm pojmenován Kreilplatz ve Vídni-Döblingu (19. obvod) a 9. března 2001 planetka (6597) Kreil.

## Život
Kreil nejprve studoval práva a astronomii na univerzitě ve Vídni a poté byl v letech 1826 až 1830 asistentem na milánské hvězdárně. V roce 1838 byl asistentem a od roku 1845 ředitelem hvězdárny pražského Klementina. V roce 1841 byl Kreil zvolen členem korespondentem Göttingenské akademie věd.
V červenci 1851 byl Kreil jmenován ředitelem Ústředního ústavu pro meteorologii a zemský magnetismus, který měl zřídit ve Vídni. Zároveň byl jmenován řádným profesorem fyziky na vídeňské univerzitě. Kreil prováděl zejména výzkumy magnetického pole Země, jejichž výsledky většinou publikoval v odborných časopisech. Svá pozorování komet publikoval mimo jiné v Cenni storici e teoretici sulle comete (Milán 1832). Napsal Pozorování velké komety z roku 1843 (Praha 1843) a O přírodě a pohybu komet (Praha 1843). Publikoval také spisy o vlivu Měsíce na Zemi. Kreil byl v úzkém kontaktu s Carlem Friedrichem Gaussem.
Karl Kreil zemřel ve Vídni 21. prosince 1862. Jeho pozůstalost je uložena na vídeňské univerzitě.